# Florida State Road 934
Die Florida State Road 934 ist eine State Route im US-Bundesstaat Florida, die lokal auf einem Abschnitt auch als Hialeah Expressway bekannt ist. Sie führt auf einer Länge von gut 21 Kilometern von Medley nach Miami Beach innerhalb des Miami-Dade County. Die Straße wird vom Florida Department of Transportation (FDOT) betrieben.

## Streckenverlauf
Die SR 934 beginnt in Medley, nordwestlich von Miami, wo sie von der State Road 826 (Palmetto Expressway) abzweigt, überquert anschließend kreuzungsfrei den U.S. Highway 27 und kreuzt schließlich die State Road 823. Bis hierher ist die Straße autobahnähnlich ausgebaut und wird Hialeah Expressway genannt. Weiter nach Osten trifft die State Road als normale Stadtstraße durch Hialeah auf die State Road 953 und passiert danach die Tri-Rail and Metrorail Transfer Station. In unmittelbarer Nähe befindet sich auch der derzeit noch in Betrieb befindliche Amtrak-Bahnhof von Miami. Bis zur als Nächstes folgenden Kreuzung der State Road 9 wird die SR 934 zudem von der ebenfalls in Medley startenden Linie Grün der Metrorail begleitet, biegt dann jedoch mit der SR 9 nach Süden ab. An der Stadtgrenze von Miami (Stadtteil Little River) wird direkt hintereinander der U.S. 441 (SR 7) und die Interstate 95 gekreuzt. Als Nächstes quert die Strecke die Gleise der Florida East Coast Railway und den U.S. 1, bevor sie als John F. Kennedy Causeway die Stadt North Bay Village und die Biscayne Bay durchquert. Schließlich führt sie nach Miami Beach, wo sie auf die State Road A1A trifft und endet.
Eine westliche Verlängerung der SR 934, die NW 74th Street, wurde 2010 eröffnet und verbindet den Palmetto Expressway mit der Homestead Extension of Florida’s Turnpike (SR 821), ist jedoch nicht als State Road ausgeschildert.